# II Congresso dei Soviet dell'Unione Sovietica
Il II Congresso dei Soviet dell'Unione Sovietica si tenne dal 26 gennaio al 2 febbraio 1924. Si trattò delle prime elezioni legislative nell'Unione delle Repubbliche Socialiste Sovietiche per eleggere i deputati del Congresso dei Soviet dell'URSS. Alcuni cittadini non erano entusiasti circa le elezioni nelle aree rurali che si erano tenute lo stesso anno per varie ragioni, probabilmente anche a causa di una diminuzione della fiducia nel sistema dei soviet, che in seguito sarebbe di nuovo cresciuta. Comunque, l'affluenza tra le donne fu molto alta.
Le elezioni furono degne di nota per varie ragioni: in seguito alla morte di Lenin, l'importanza di Stalin crebbe notevolmente, facendo emergere la questione del socialismo in un solo Paese e facendo aumentare la critica del trotskismo all'interno dell'Unione Sovietica, mentre cambiavano le relazioni con le potenze occidentali come il Regno Unito.
I bolscevichi ottennero 1385 seggi su 1535.

## Svolgimento[1]
Parteciparono al Congresso 2124 delegati, 1540 con diritto di voto e 584 a scopo consultivo. L'ordine del giorno prevedeva il rapporto sull'attività del governo sovietico, la ratifica della 
Costituzione dell'URSS, su cui relazionò Avel Safronovič Enukidze, il bilancio dell'URSS, il cui relatore fu M. K. Vladimirov, la fondazione della Banca Centrale Agricola, la formazione del Comitato esecutivo centrale dell'URSS, le elezioni al Soviet dell'Unione e la conferma del Soviet delle Nazionalità.
Il lavoro del Congresso continuò malgrado il lutto nazionale per Lenin e la prima sessione fu dedicata alla sua memoria. Furono pronunciati discorsi su Lenin e sul proseguimento della sua politica ad opera di Kliment Efremovič Vorošilov, di Michail Ivanovič Kalinin, di Nadežda Konstantinovna Krupskaja (moglie di Lenin), di Anatolij Vasil'evič Lunačarskij, di Stalin, di Clara Eissner Zetkin, dei membri del governo dell'URSS e dei rappresentanti degli operai, dei contadini e dei dirigenti. Il Congresso adottò l'appello "All'umanità affaticata". Per perpetuare la memoria di Lenin, si decisero l'istituzione di un giorno di lutto nazionale il 21 gennaio, la pubblicazione delle opere di Lenin, la costruzione del Mausoleo di Lenin sulla Piazza Rossa di Mosca e di monumenti nelle capitali delle repubbliche dell'Unione e a Pietrogrado, la creazione di un fondo speciale di Lenin per aiutare i bambini senzatetto e le vittime della guerra civile e della fame e il cambiamento del nome di Pietrogrado in Leningrado.
Il Congresso interruppe i suoi lavori il 27 gennaio per i funerali di Lenin. Fu ascoltato ed approvato il rapporto sull'attività del governo sovietico. Il 31 gennaio fu ratificata la nuova Costituzione dell'URSS. In base alla costituzione, il Congresso eleggeva il Comitato esecutivo centrale bicamerale dell'URSS, che comprendeva i 414 membri e i 220 candidati del Soviet dell'Unione e i 100 membri del Soviet delle Nazionalità. Di questi, 70 provenivano dalla Repubblica Socialista Federativa Sovietica Russa, 5 dalla Repubblica Socialista Sovietica Ucraina, 5 dalla Repubblica Socialista Sovietica Bielorussa e 20 dalla Repubblica Socialista Federativa Sovietica Transcaucasica. Il 1º febbraio furono adottate una risoluzione circa la politica finanziaria e l'istituzione della Banca Centrale Agricola per promuovere sistematicamente la riabilitazione dell'agricoltura. Questi provvedimenti avevano l'obiettivo di ridurre le difficoltà nel risollevare l'economia nazionale e rafforzare ulteriormente l'alleanza tra la classe operaia e quella contadina. Il 2 febbraio la fazione comunista del Congresso e i delegati indipendenti si riunirono in una sessione in cui furono ascoltati i rapporti sui risultati della XIII Conferenza del Partito Comunista Russo (bolscevico), tenutasi tra il 16 e il 18 gennaio 1924, e sulla situazione internazionale. Maksim Maksimovič Litvinov annunciò che il Regno Unito aveva riconosciuto l'URSS.